# 金寿煥
金 寿煥（キム・スファン、きん じゅかん、朝鮮語：김수환、1922年7月2日 - 2009年2月16日）は、洗礼名をステファノといい、大韓民国初の枢機卿である。本貫は光山金氏。

## 生涯

### 経歴
金寿煥は、1922年7月2日に日本統治時代の朝鮮の大邱で8番目の子供として生まれた。
聖ユスティノ神学校を経て1941年から日本の上智大学で哲学を学んだが、1944年1月に学徒出陣して日本軍の任務に就いた。父島で士官候補生訓練を受けたが、差別に抗議した結果幹部候補生資格を剥奪され、一等兵として終戦を迎える。なお、小笠原事件を目撃しており、戦後グアム法廷で証言した。
1947年から1951年まで韓国天主教大学で哲学の勉強を続け、1957年から1964年までドイツのミュンスター大学で神学及び社会学を学んだ。

### 大司教
金寿煥は1951年9月15日に司祭に叙階され、1966年2月15日に馬山教区司教に任命された。教皇パウロ6世は1968年に金寿煥をソウル大司教区大司教に挙げた。大司教就任演説で、彼は大韓民国のカトリックに「尊大にならず、社会に溶け込み」かつ貧しい人や社会に奉仕する教会になることを要請した。

### 枢機卿
1969年4月28日、パウロ6世は僅か46歲の金寿煥を枢機卿の位に挙げ、その他にも平壌教区の教皇庁代理を兼任させた。彼は韓国初の枢機卿である外に、当時ローマ・カトリック内で最年少の枢機卿であった。1970年代から1980年代にかけて、金寿煥は韓国が独裁体制を取っている間に人権の守護者となり、そのため多くの韓国人は彼を人権および民主主義の守護者と称した。1990年代には、韓国での反米親北の傾向を憂い、北朝鮮の人権および体制に注意を払う必要性を表明した。1998年に開催したアジア司教会議特別大会では、金寿煥は3人の主席の代表の1人に選ばれた。金寿煥は同年4月3日に正式にソウル大司教区大司教および平壌教区教皇庁代理の職務を辞任し、鄭鎮奭大司教が後を引き継いだ。

### 逝去
金寿煥は2008年に体の衰弱で入院し、同年10月初めには呼吸困難になり、重態になった。翌年2月15日には、突然肺炎の症状を起こし、午後に病状は更に悪化した。2009年2月16日、夕方の6時12分にソウル大司教区の江南聖母病院で世を去る。86歳であった。最後に「ありがとうございます、愛し合いましょう」という言葉を残した。
金寿煥は1989年に臓器移植同意書に署名していたので、同日夜の7時20分に眼球の移植手術を2人の病人に行い、その後亡骸はソウル明洞聖堂に移された。この後、4日間で約40万人もの群集が教会まで弔問に訪れた。葬儀は同月20日明洞カテドラルで行われ、その後、龍仁カトリックソウル大教区聖職者陵園内に葬られた。